# チャンディダサ
チャンディダサは、インドネシア共和国バリ島南海岸東部のビーチリゾート地。バリ州カランガスム県カランガスム郡ブグブグ村チャンディダサを中心に、その西のマンギス郡ニュテベル村、トゥガナン村にわたる。
海岸にほぼ沿うラヤ・チャンディダサ通り沿いに、ホテルやレストランが並ぶ。その東の方にチャンディダサ・ラグーンと呼ばれる人工池がある。

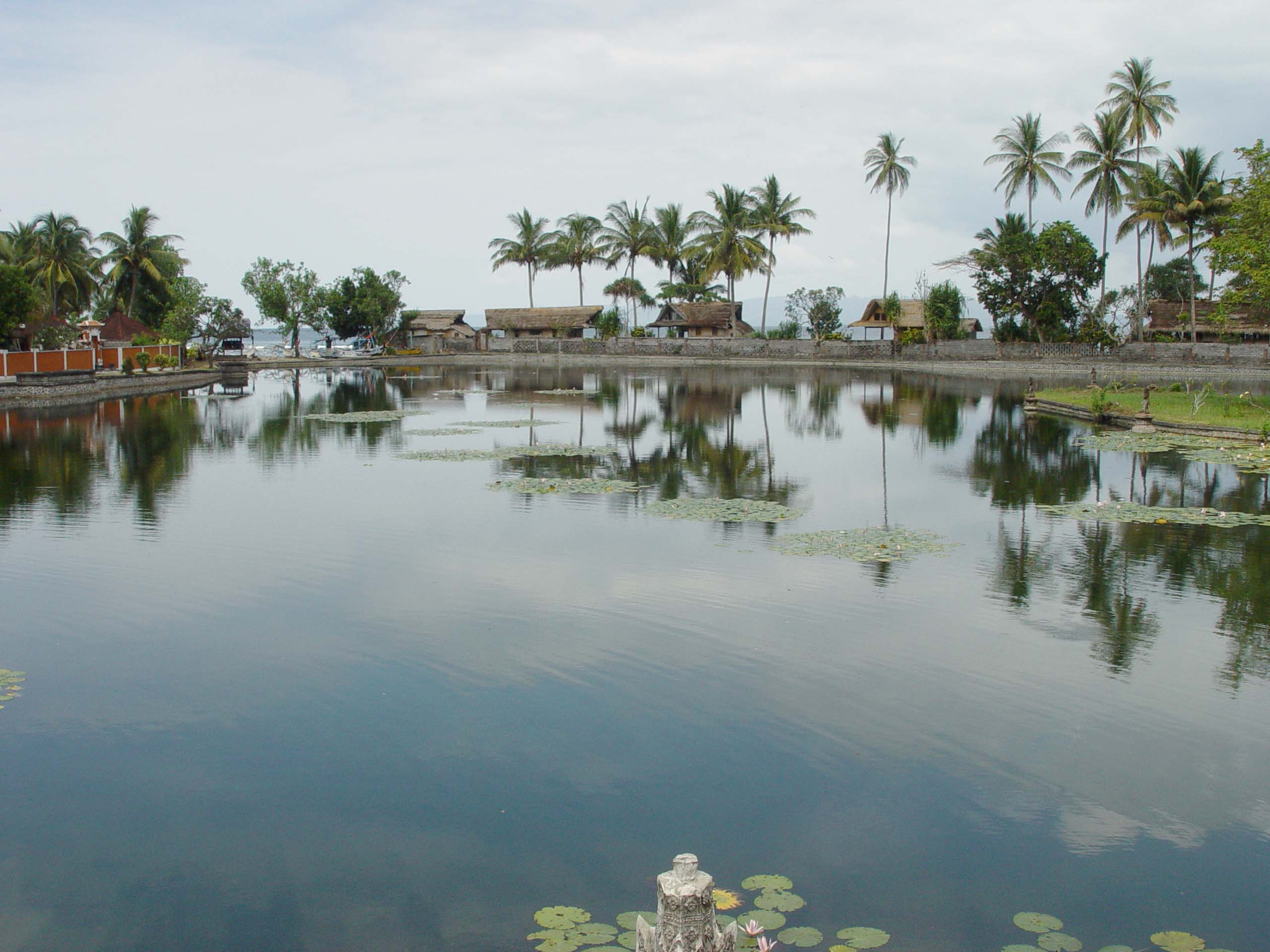
チャンディダサ・ラグーン
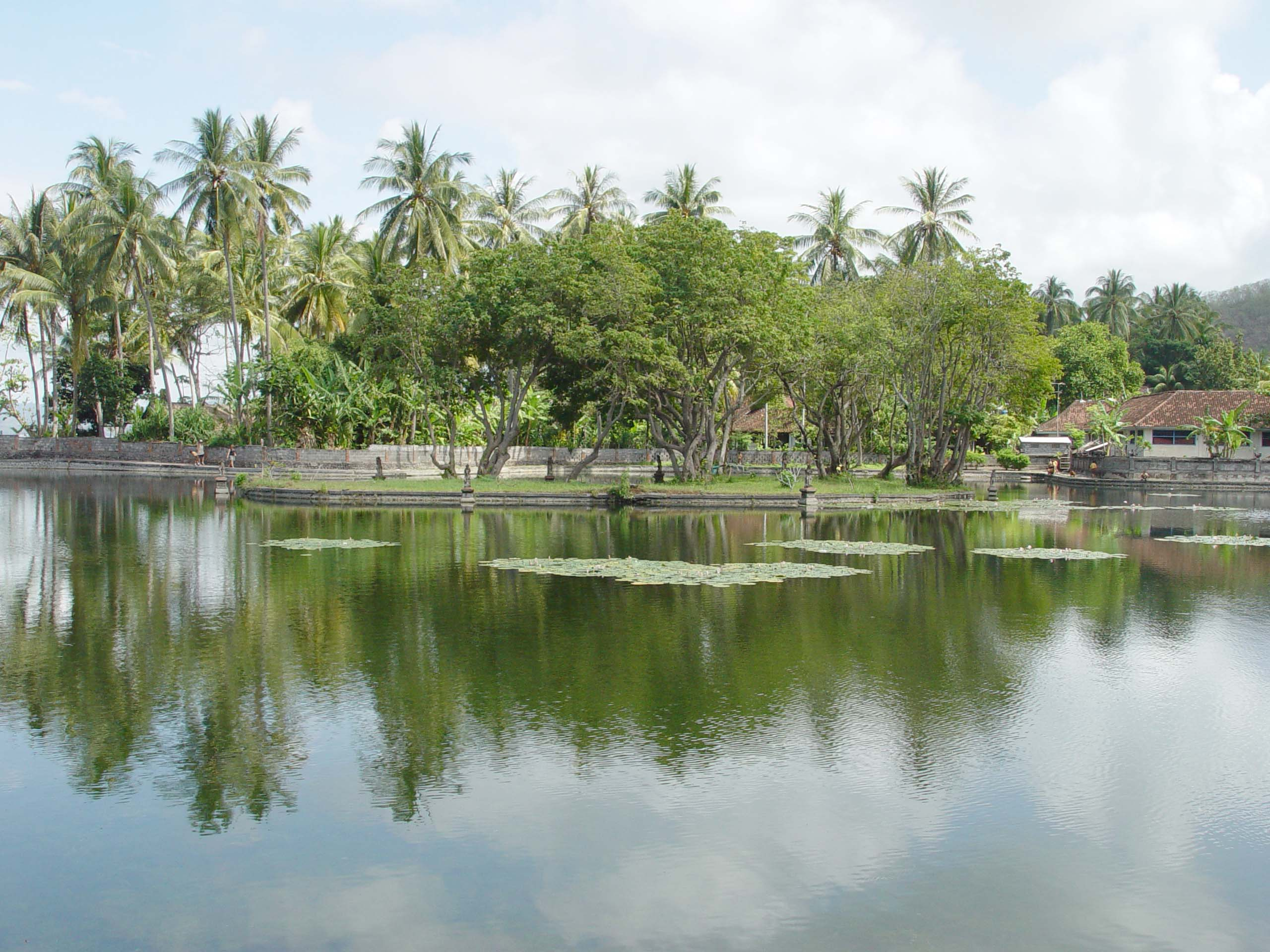
チャンディダサ・ラグーン
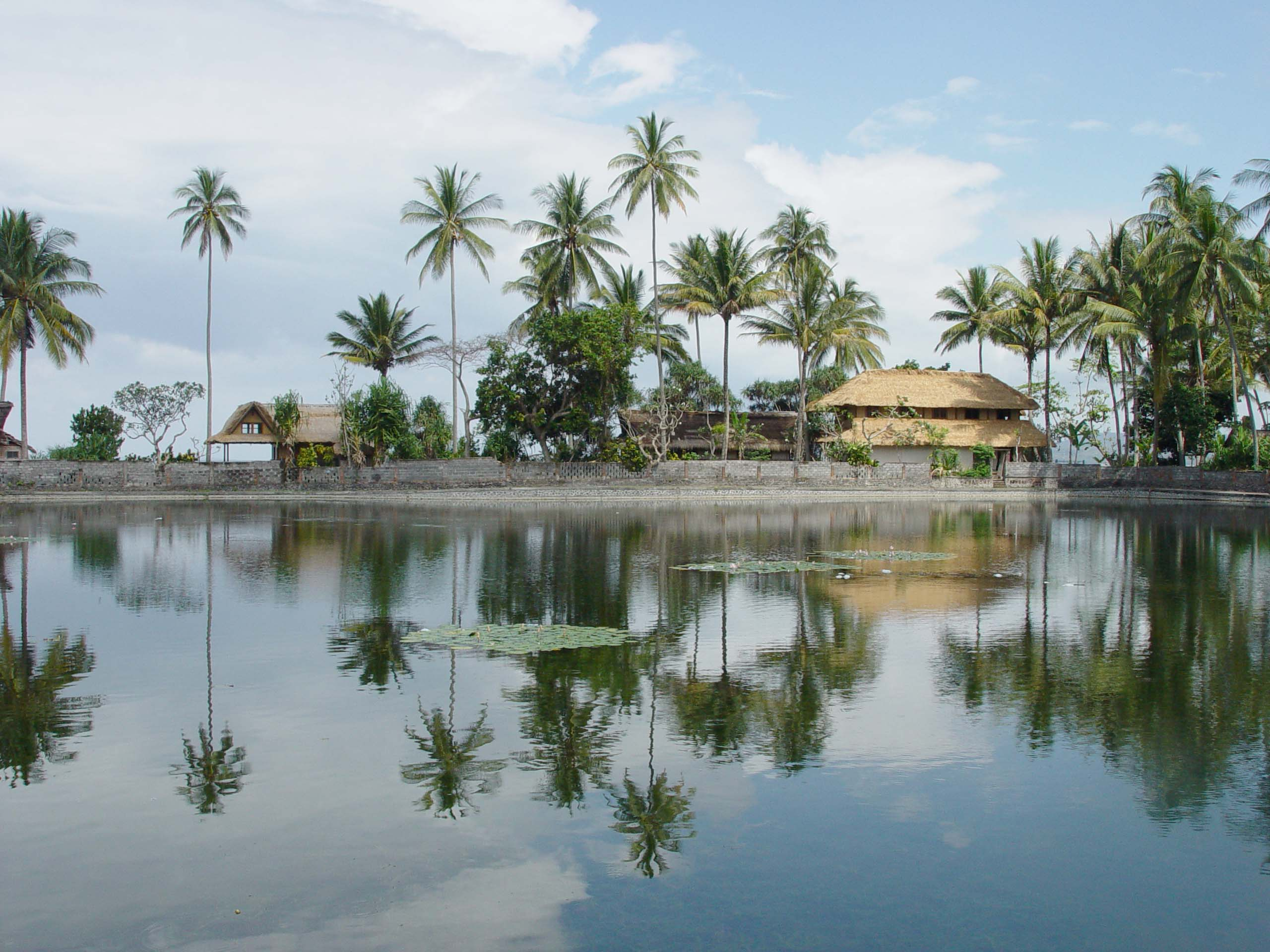
チャンディダサ・ラグーン
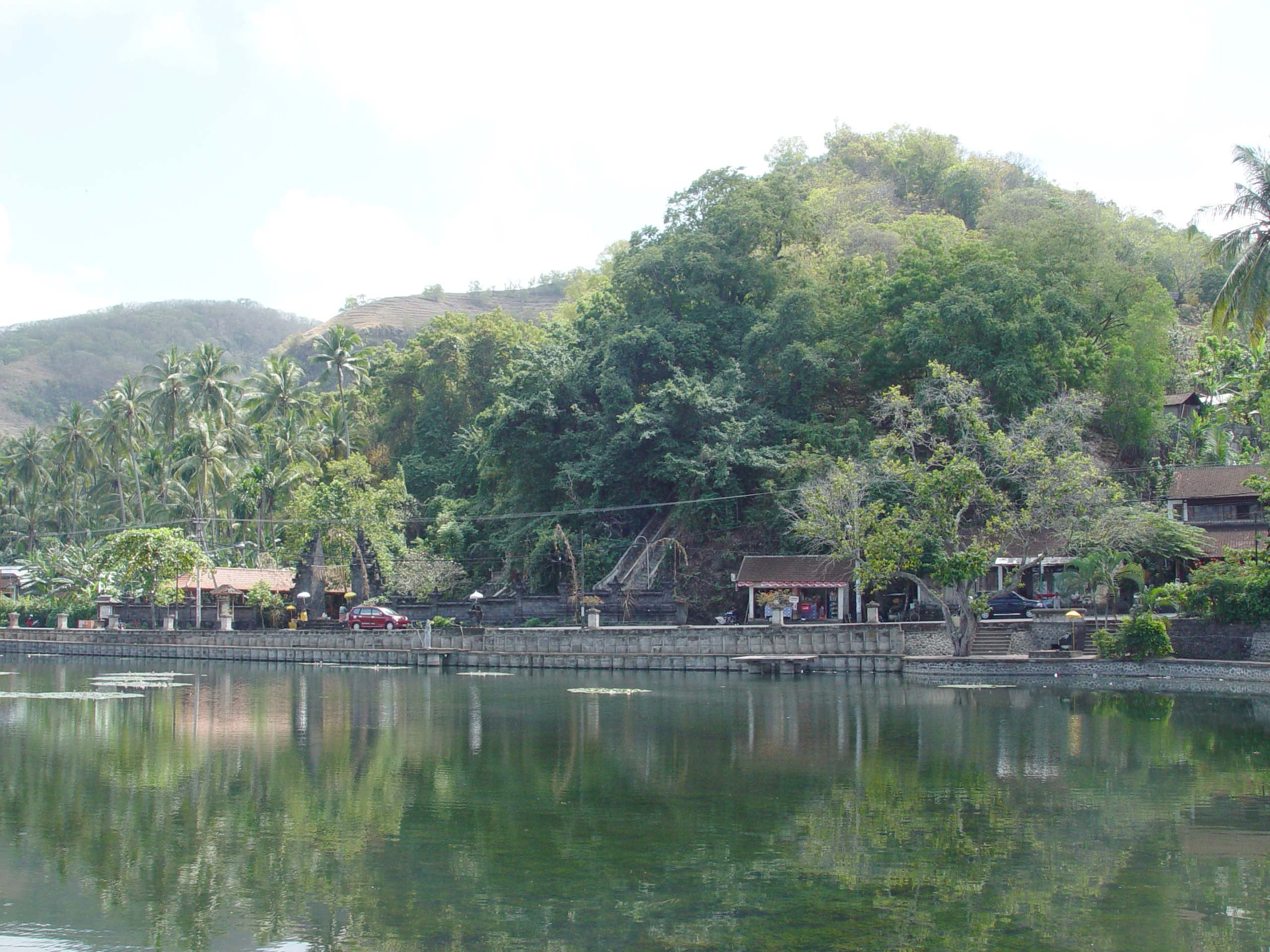
チャンディダサ・ラグーン
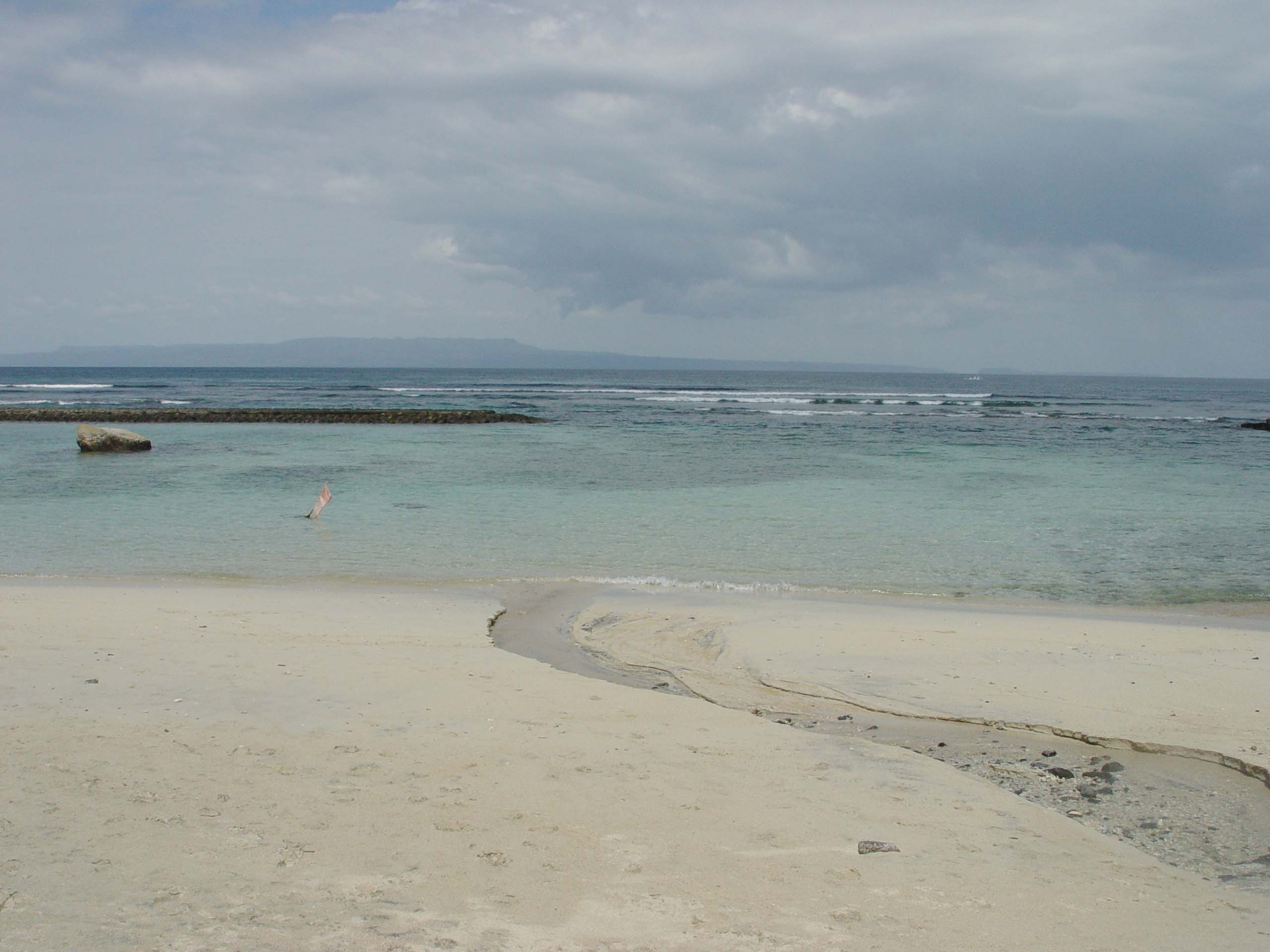
チャンディダサ海岸
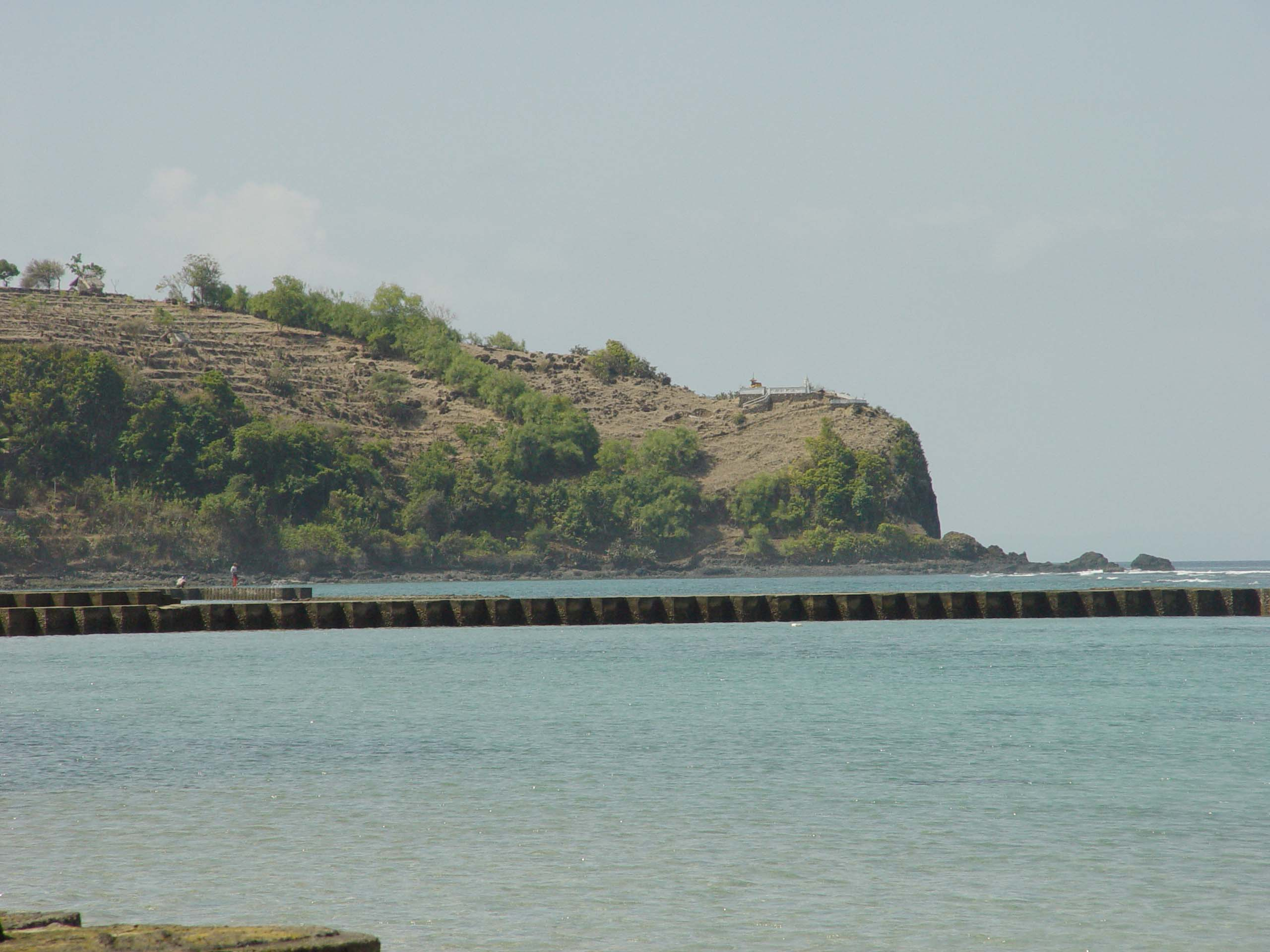
チャンディダサ海岸
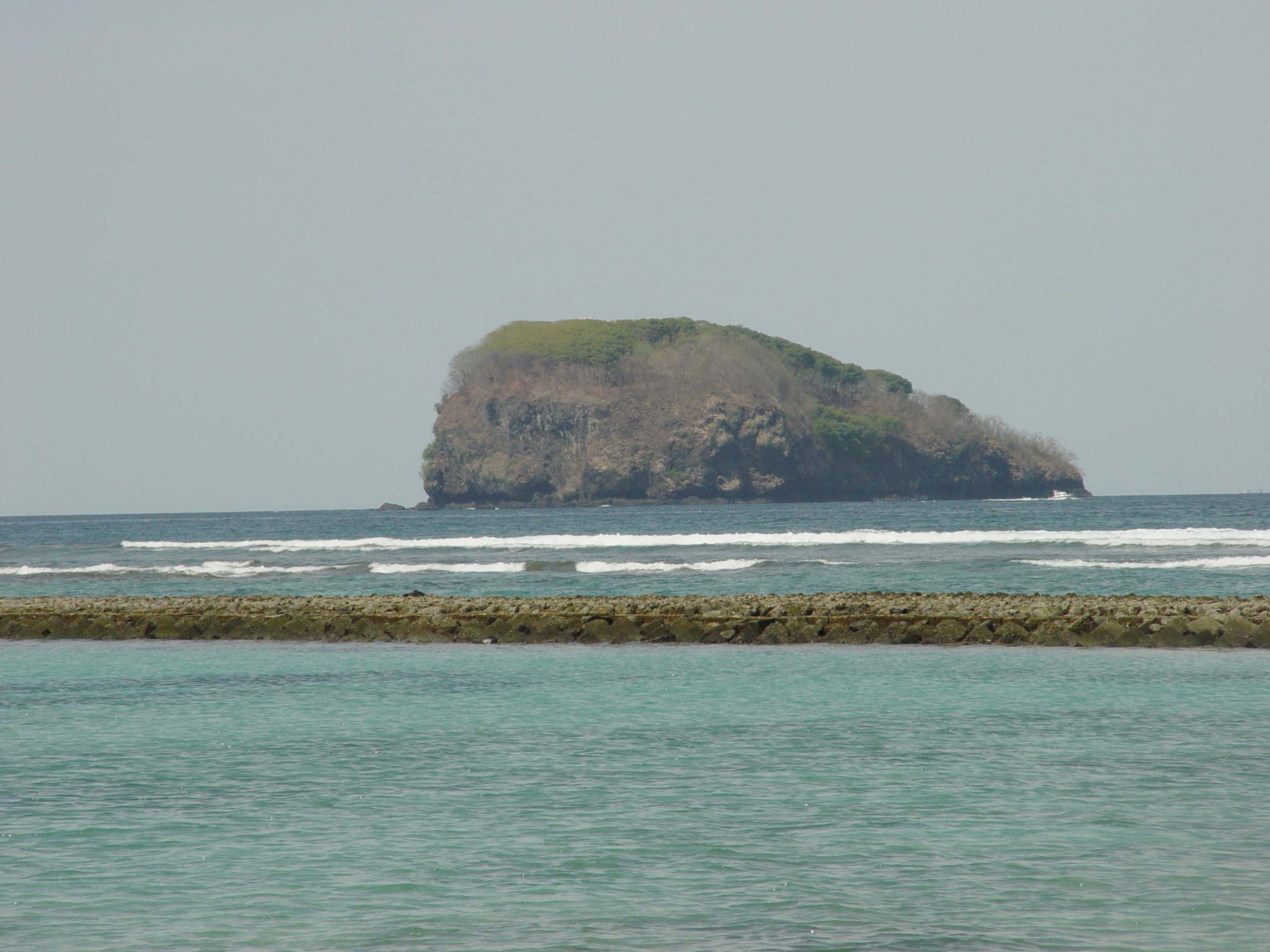
チャンディダサ海岸
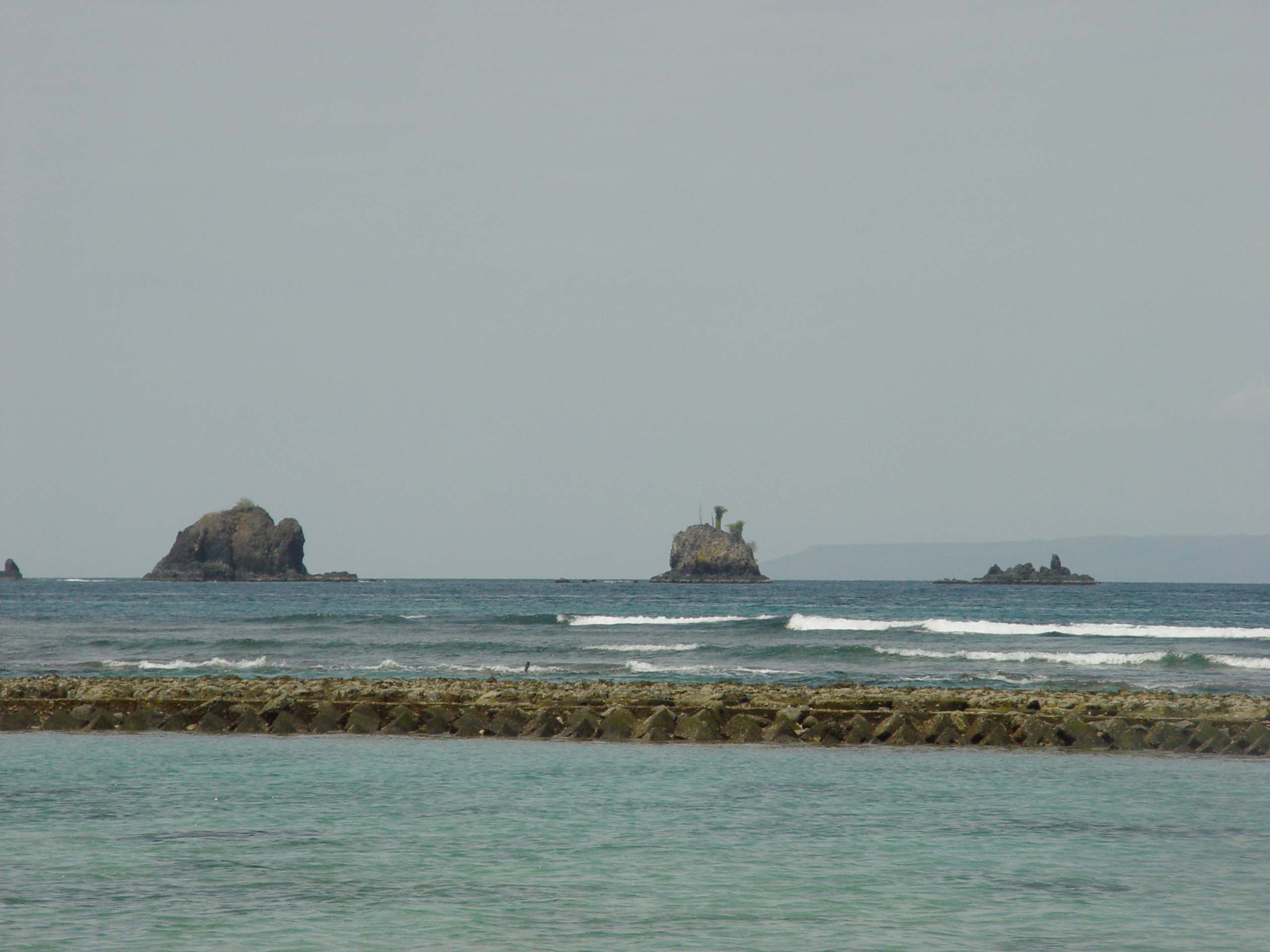
チャンディダサ海岸
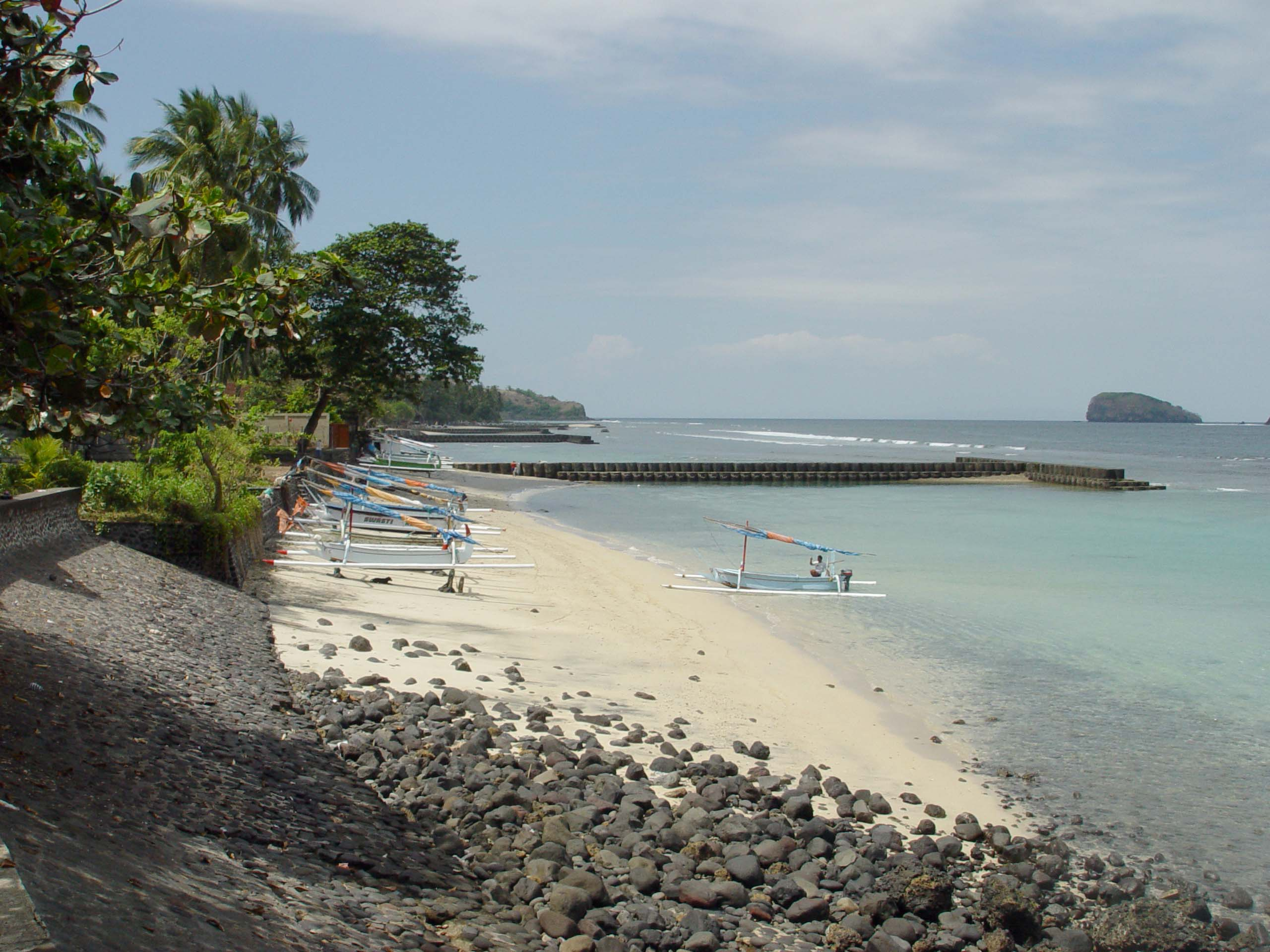
チャンディダサ海岸
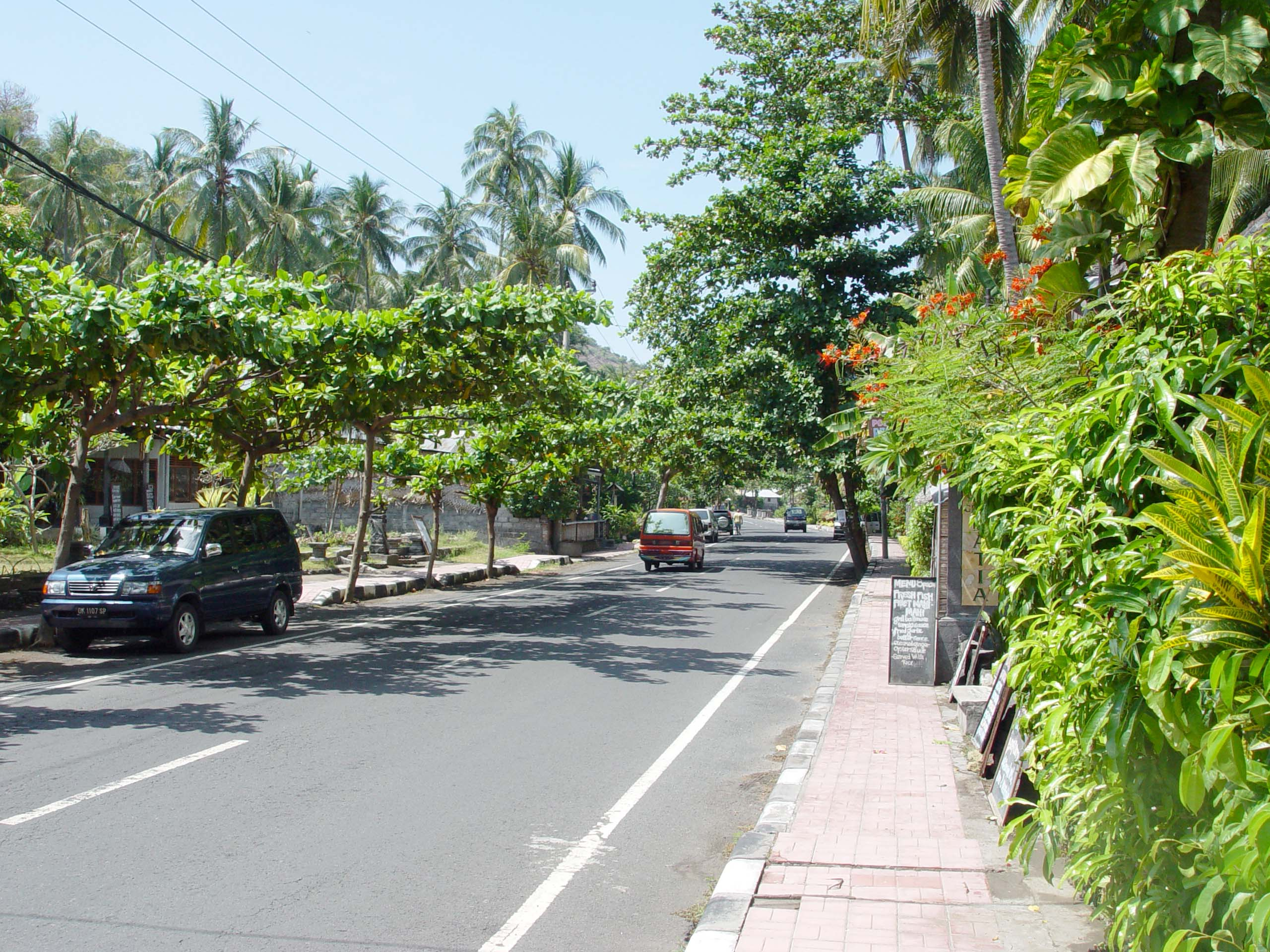
ラヤ・チャンディダサ通り
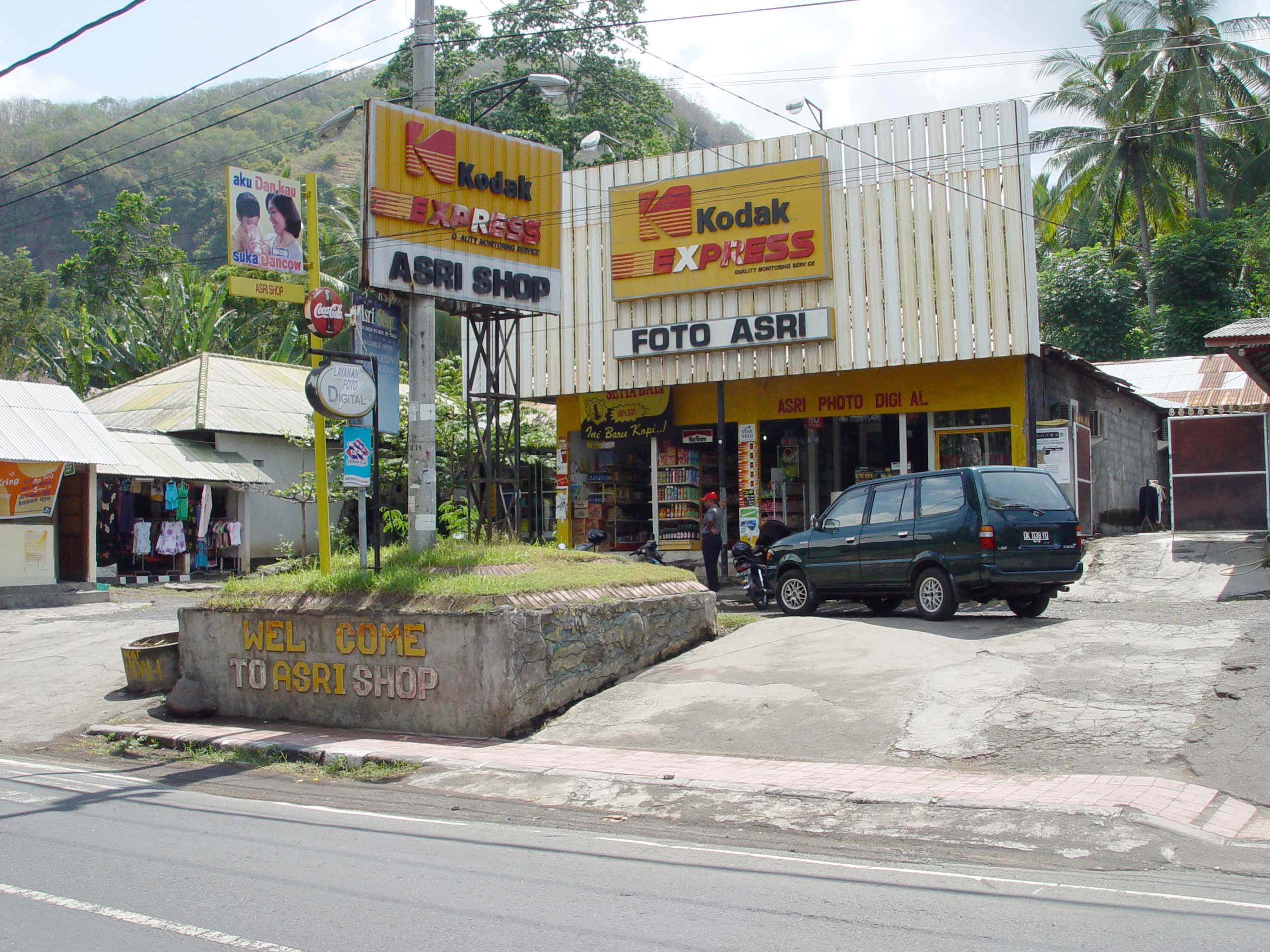
スーパーマーケット